# Базиліка Непорочної Богоматері
Базиліка Непорочної Богоматері — римо-католицька мала базиліка та парафіяльна церква у м. Ґвельф, Онтаріо, Канада. Будівля в стилі неоготичного відродження, побудована між 1876 і 1888 роками архітектором Джозефом Коннолі, вважається його найкращою роботою. Монументальна церква містить декоративну різьбу та вітражі майстерної роботи.
Базиліка Непорочної Богоматері є однією зі 122 парафій єпархії Гамільтон; і наразі конгрегація налічує 2600 сімей.
У 1990 році церкву було визнано Національним історичним місцем Канади. Папа Римський Франциск підвищив статус церкви і визнав її базилікою 8 грудня 2014 року.

## Історія

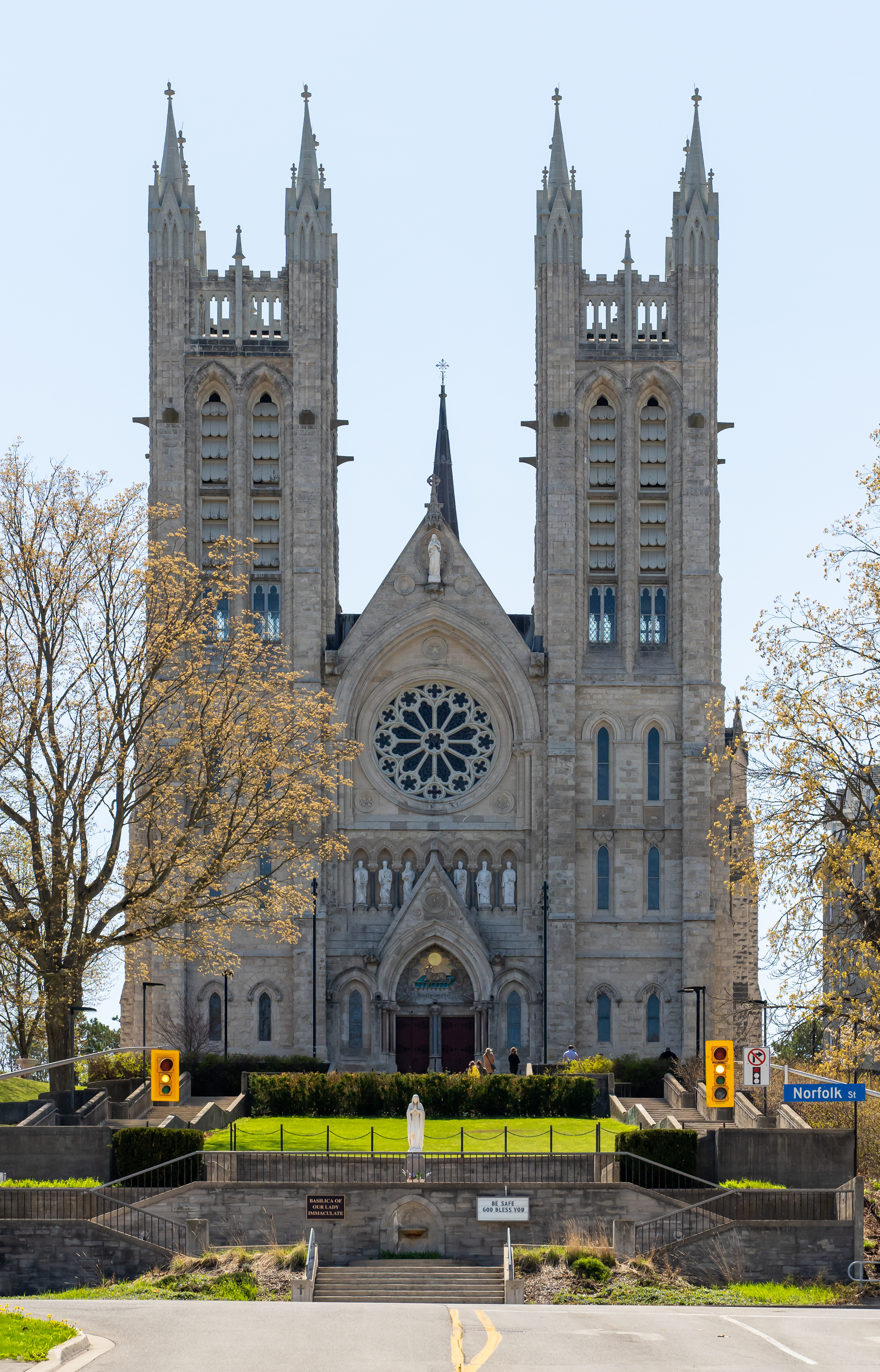
Головний вхід до базиліки має фасад із двома вежами.

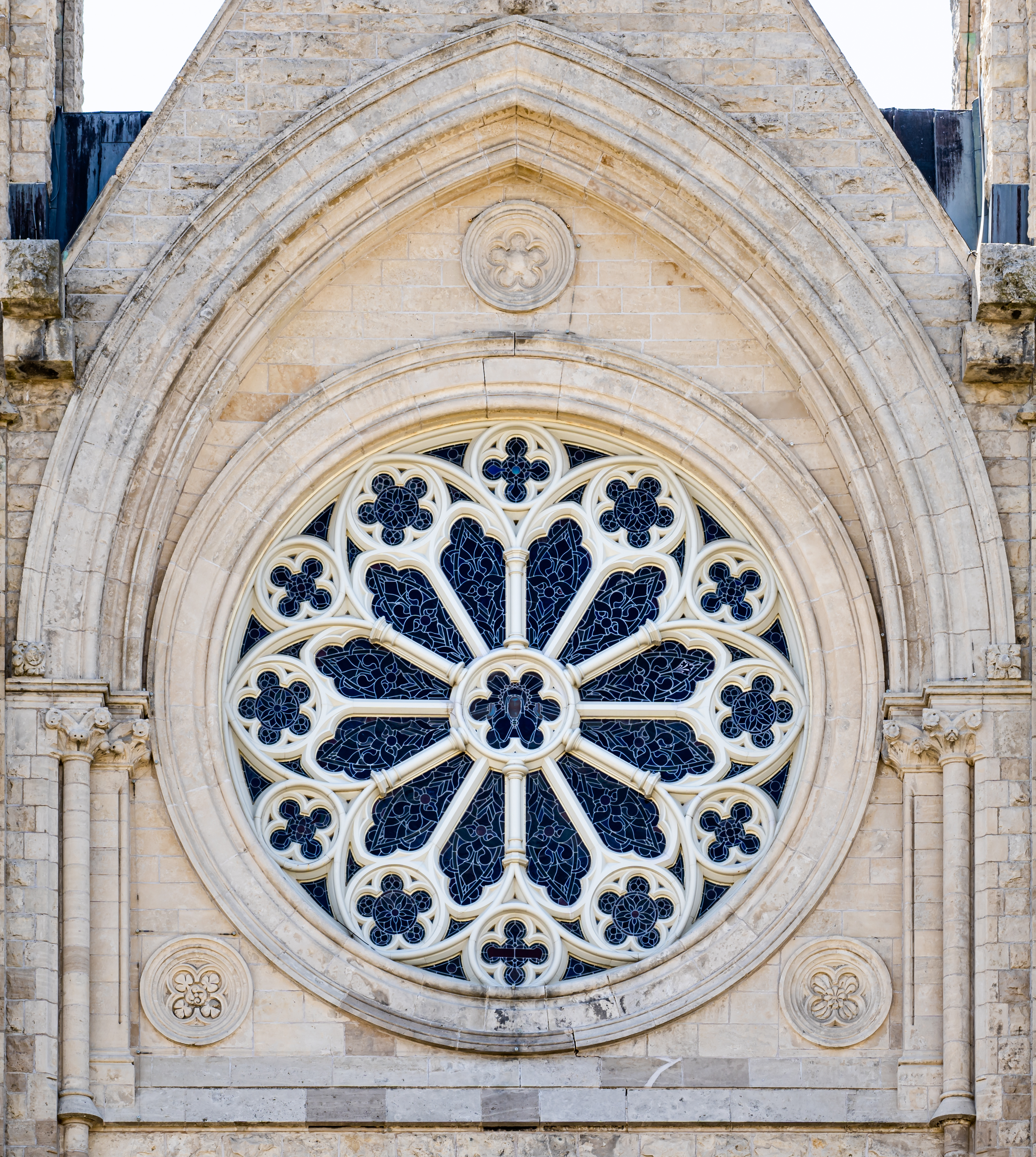
Роза порталу.

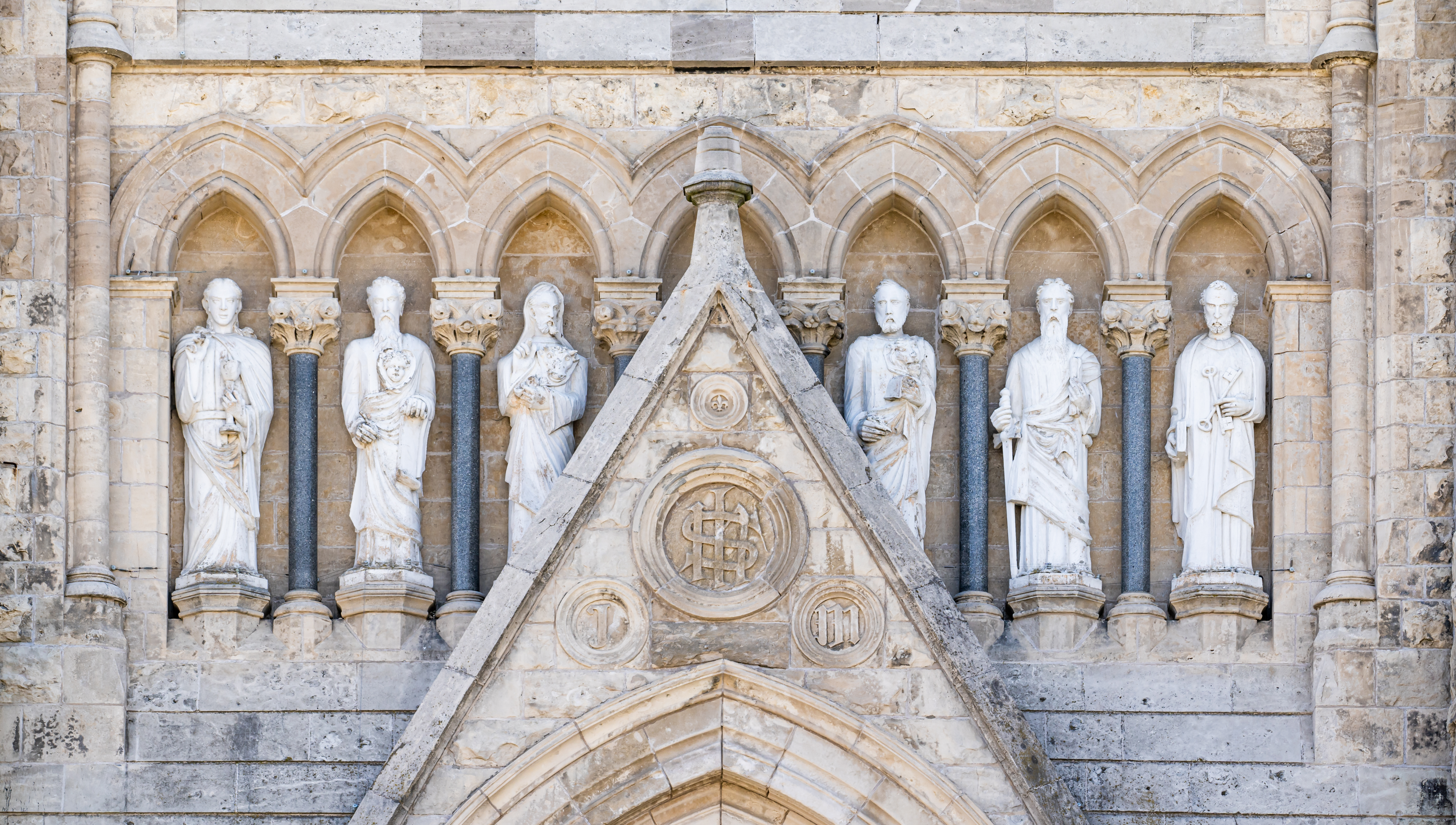
Фрагмент порталу.

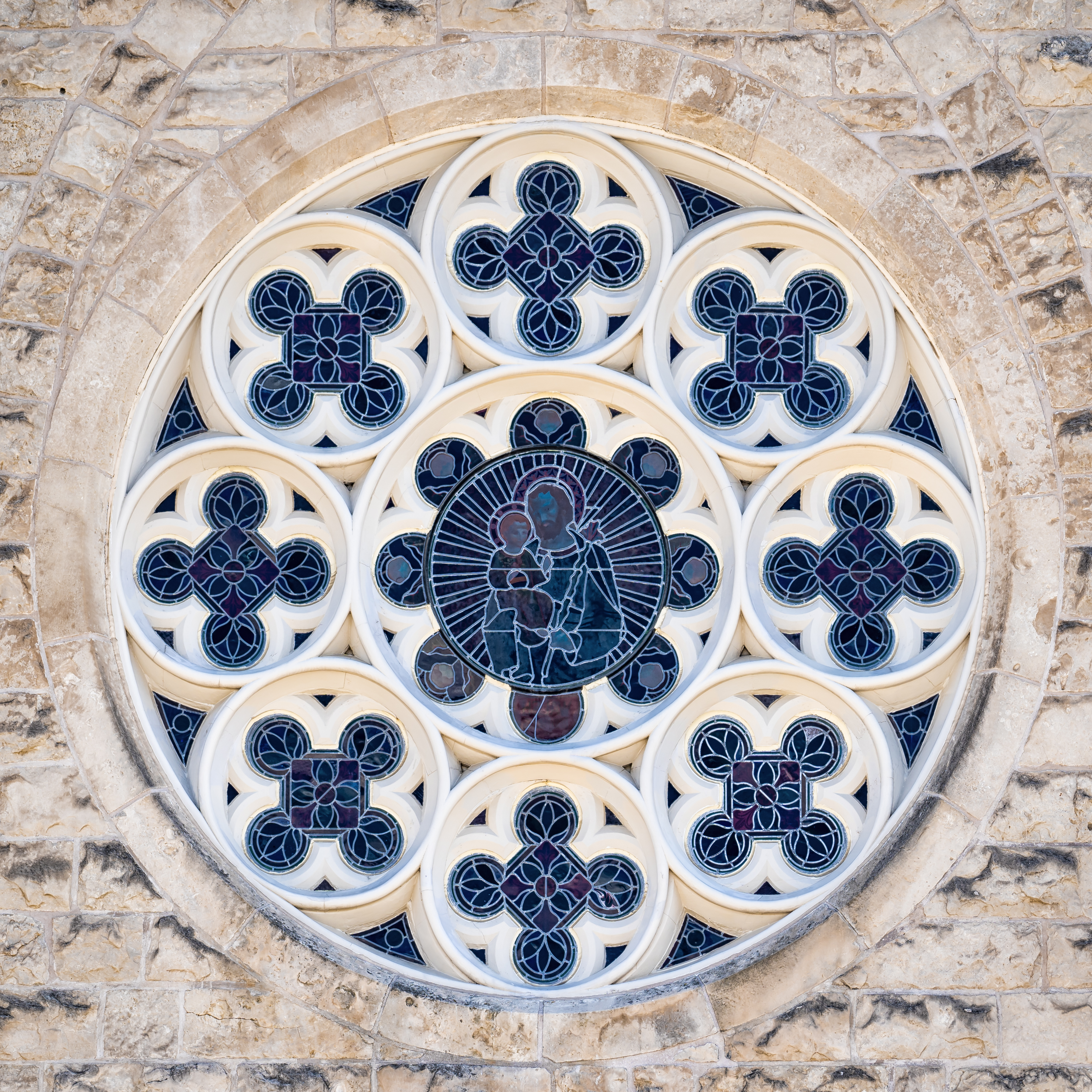
Бічна троянда базиліки.

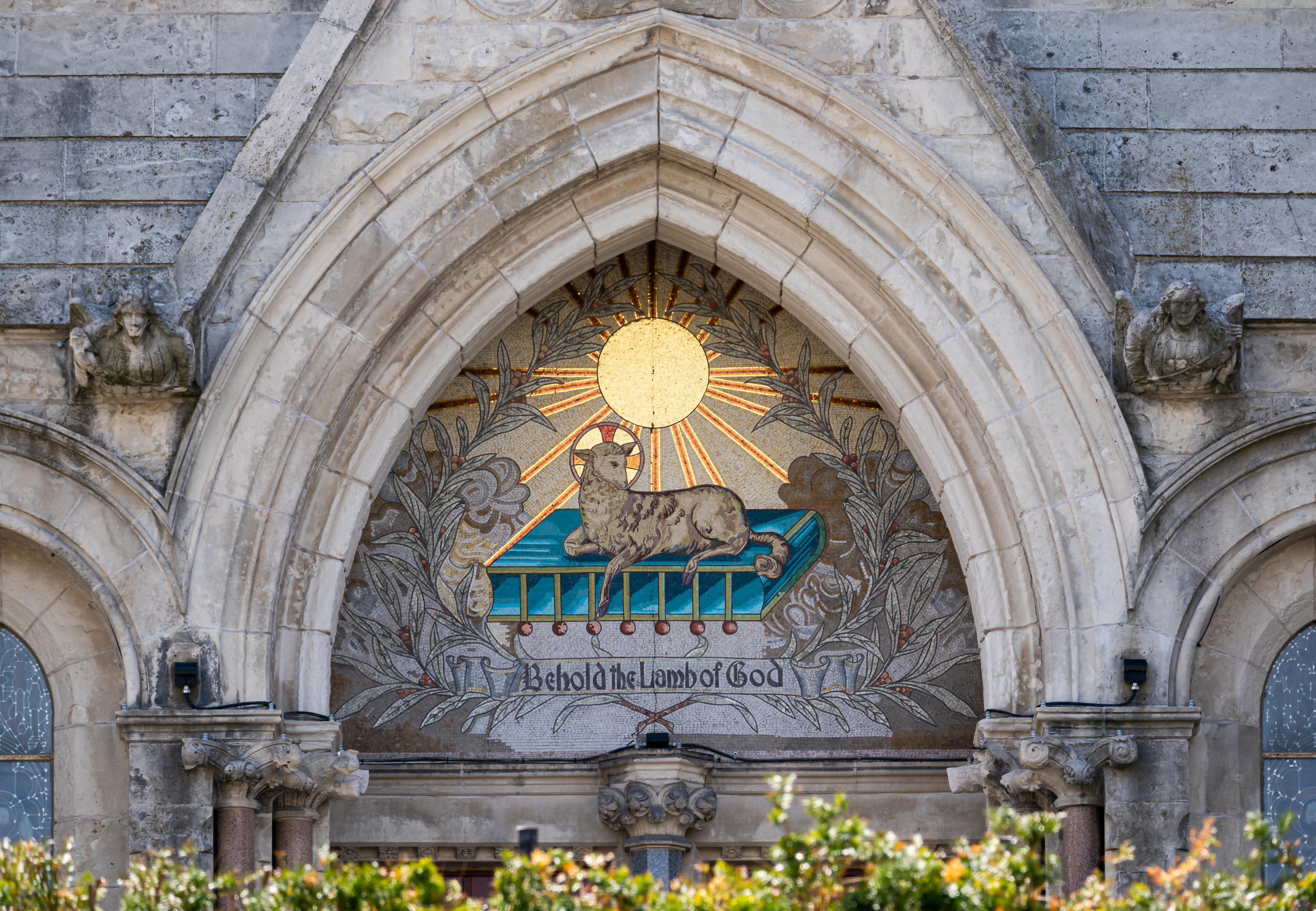
Мозаїка порталу.

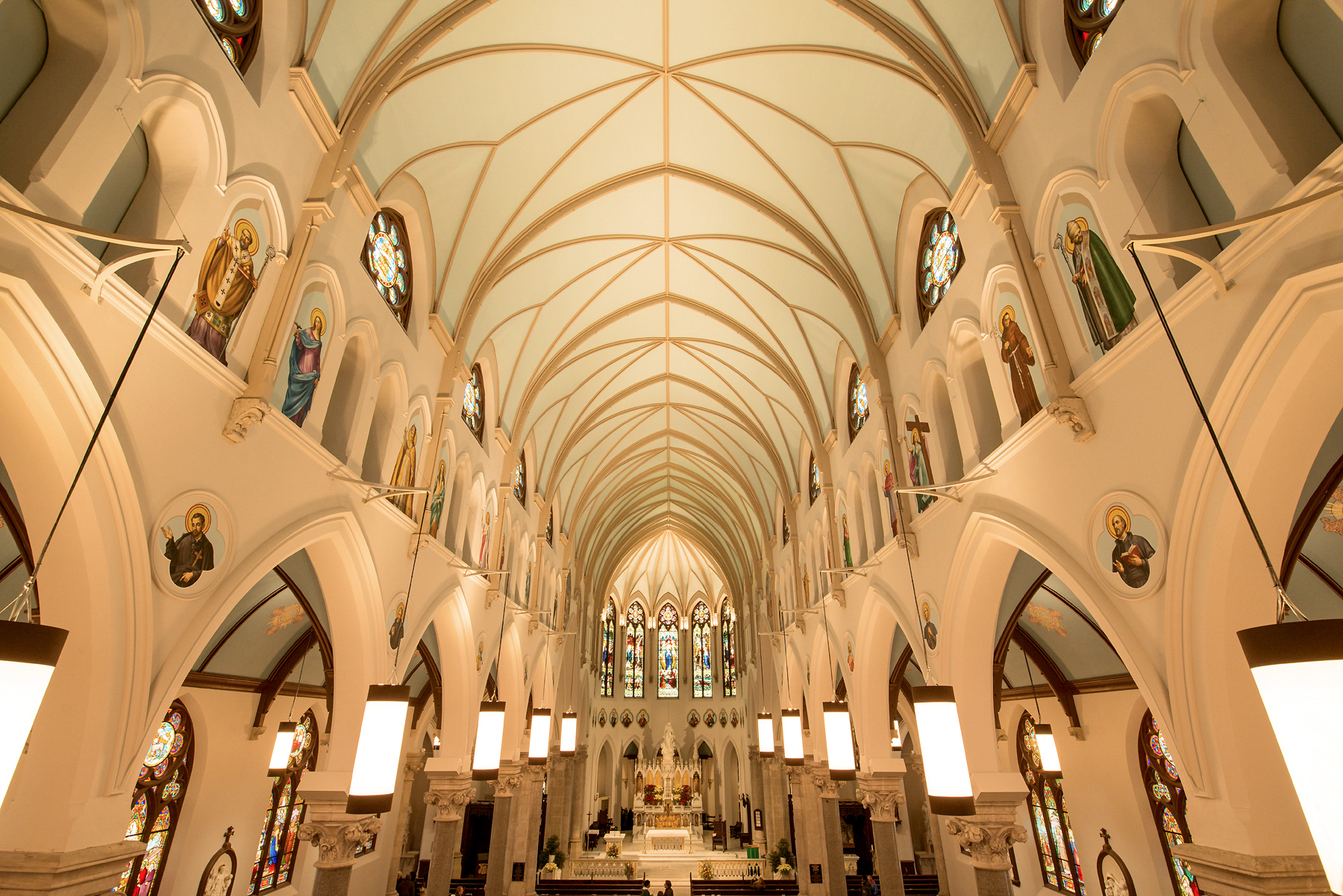
Інтер'єр базиліки, післяреставрація 2015 року

Коли Джон Ґолт заснував місто Ґвельф 23 квітня 1827 року, він виділив найвищу точку в центрі новозаснованого міста римо-католикам у знак вдячності своєму другові, єпископу Олександру Макдонеллу, який дав йому пораду при створенні Канадської компанії. Пізніше також була розчищена дорога, яка вела на пагорб і на честь єпископа отримала назву Макдонелл Стріт.
Згідно з архівами Публічної бібліотеки Ґвельфа, Ґолт написав в акті про передачу землі наступне: «На цьому пагорбі колись постане церква, яка змагатиметься з собором Святого Петра в Римі».
Сучасна римо-католицька церква Непорочної Богоматері є третьою з церков, зведених на цьому місці, високо над центром міста Гвельф. Перша, каркасна дерев'яна церква на честь Св. Патрика, була побудована на пагорбі в 1835 році і була першою спорудою в Ґвельфі, яка була розмальована як всередині, так і зовні. Вона згоріла дотла 10 жовтня 1844 року.
Незабаром після руйнування церкви Св. Патрика почалося будівництво церкви Св. Варфоломія. Нова будівля була завершена в 1846 році. На наріжному камені костелу Святого Варфоломія з'явився такий напис: «Богу, найкращому і найвеличнішому. Віряни Ґвельфа, єпархії Торонто, побудували цю нову церкву на честь блаженного апостола Варфоломія, (оскільки) перша церква згоріла у вогні».
Будівництво нової церкви за взірцем Кельнського собору розпочалося в 1877 році під керівництвом ірландсько-канадського архітектора Джозефа Конноллі, який спроектував багато церков в Ірландії, Англії та Онтаріо, зокрема Собор Святого Петра в Лондоні, Онтаріо.
Побудована з місцевого вапняку в стилі вікторіанської готики, церква Богоматері вважається шедевром Конноллі. Дизайн був натхненний середньовічними соборами Франції та включає вежі-близнюки, велике вікно-розетку, стрілчасті вікна та дизайн інтер'єру, де каплиці виходять від багатокутної апсиди. Метью Белл, відомий гвельфський ремісник, відповідав за деякі різьблення на зовнішніх і внутрішніх стовпах церкви. Він помер у 1883 році внаслідок травм, отриманих внаслідок падіння під час роботи на будівлі. У 1888 році, майже через дванадцять років після початку будівництва, церкву освятили на честь Непорочного зачаття Богоматері. Вежі-близнюки, які піднімаються на висоту понад 200 футів (61 м), залишалися незавершеними до 13 листопада 1926 року. Завершена церква стоїть на початку МакДонелл-стріт як вражаючий краєвид, подібно до інших значних проектів Конноллі, таких як церква Святої Марії в Торонто та собору Святого Петра в Лондоні (Онтаріо).
У 1958 році парафія додала новий вхід з вулиці Макдонелл, але, крім цієї зміни, зовнішній вигляд мало змінився з 1926 року. Загалом будівництво церкви тривало понад 50 років, що, ймовірно, є найтривалішим будівництвом в історії міста. 100-річчя церкви відзначили 10 жовтня 1988 року.

## Реставрація
Довгоочікувана реставрація церкви почалася в квітні 2007 року і завершилася в грудні 2014 року; її вартість склала понад 12 мільйонів канадських доларів.
Розмови про реставрацію почалися на початку 1990-х років, а роботи по шиферному даху завершилися в 1992 році. Подальші плани реконструкції інтер'єру викликали деякі суперечки та були призупинені. Спочатку орієнтовна вартість внутрішньої та зовнішньої реставрації складала від 10 до 12 мільйонів канадських доларів і мала тривати до 2008 року. Вона включала ремонт веж (1,2 мільйона доларів), даху, вікон і дверей, інтер'єру та підвалу. Фінансування надходило як від громади, так і від єпархії Гамільтона.
Також було встановлено новий вівтар, купіль і амвон, а також відремонтовано підвальну залу.
Слайд-шоу, доступне на веб-сайті Базиліки, надає зображення кінцевих результатів у високій роздільній здатності. Проектом керував монсеньйор Денніс Нун, який планував піти на пенсію в червні 2019 року після 16 років роботи в цій парафії.

### Статут міста
Підзаконні акти про зонування міста Гвельф встановлюють «захищені оглядові зони», які створені для забезпечення чіткого огляду Церкви Богоматері з різних точок огляду в центрі міста. Будь-які комунікаційні вежі та інші споруди, побудовані в центрі міста, не повинні закривати вид на церкву. Крім того, жодна нова будівля у Гвельфі не могла бути вищою за базиліку.
Тим не менш, нова паркада на вулиці Вілсон на Ринку, побудована містом і відкрита наприкінці 2019 року, закриває вид на церкву з деяких місць у центрі міста. Також з початку 21 ст. у районах міста, віддалених від церкви, але поруч з центром міста, будуються житлові багатоповерхівки, вищі за церкву.